# Cecoslovacchia ai XIII Giochi olimpici invernali
La Cecoslovacchia partecipò ai XIII Giochi olimpici invernali, svoltisi a Lake Placid, Stati Uniti, dal 14 al 23 febbraio 1980, con una delegazione di 41 atleti impegnati in sette discipline.